# Plateforme de stockage externe

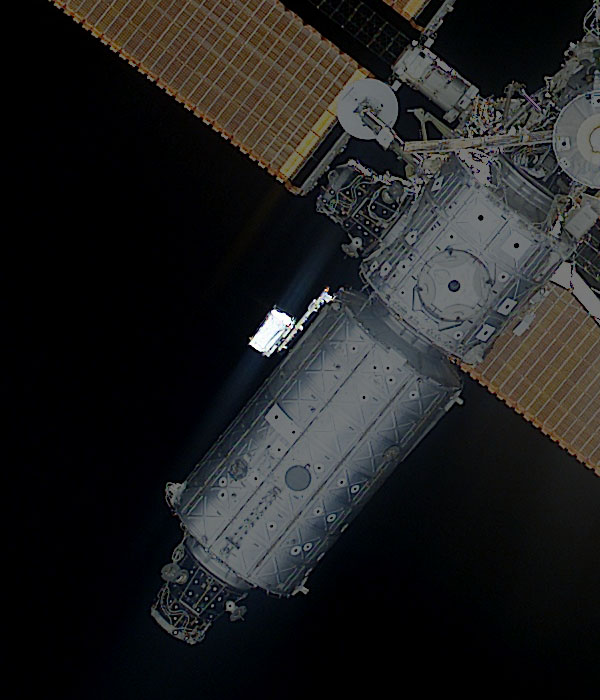
On peut distinguer l'ESP-1 objet rectangulaire brillant attaché au laboratoire Destiny.

La plateforme de stockage externe (en anglais External Stowage Platforms (ESP)) est un composant de la Station spatiale internationale qui sert de lieu de stockage de pièces détachées (Orbital Replacement Unit ou ORU). Il existe 3 plateformes de ce type à bord de la station spatiale qui y ont été installées entre 2001 et 2007. Chaque plateforme est constituée par une palette qui comporte un certain nombre de points d'attache (2 à 8 suivant les plateformes) de type FRAM (Flight Releasable Attachment Mechanism) pour les pièces détachées. La plateforme dispose d'une alimentation en électricité qui permet le fonctionnement des résistances chauffantes installées éventuellement dans la pièce détachée. La plateforme a été conçue à partir de l'ICC (Integrated Cargo Carrier) composant développé pour la navette spatiale américaine. Les pièces détachées stockées sur ces plateformes sont déplacées au cours de sorties extravéhiculaires par les astronautes assistés du bras télécommandé Canadarm2.

## ESP-1
La première de ces plateformes désignée sous l'appellation ESP-1 est installée à l'extérieur de la structure du laboratoire Destiny le 13 mars 2001 durant la deuxième sortie extravéhiculaire effectuée depuis la navette spatiale américaine (mission STS-102). Elle est alimentée en courant électrique par le module Destiny et comporte deux points d'attache. En 2009 y étaient stockées les pièces suivantes :
1. Transformateur électrique (DCSU)
2. Régulateur de pompe (PFCS)

## ESP-2

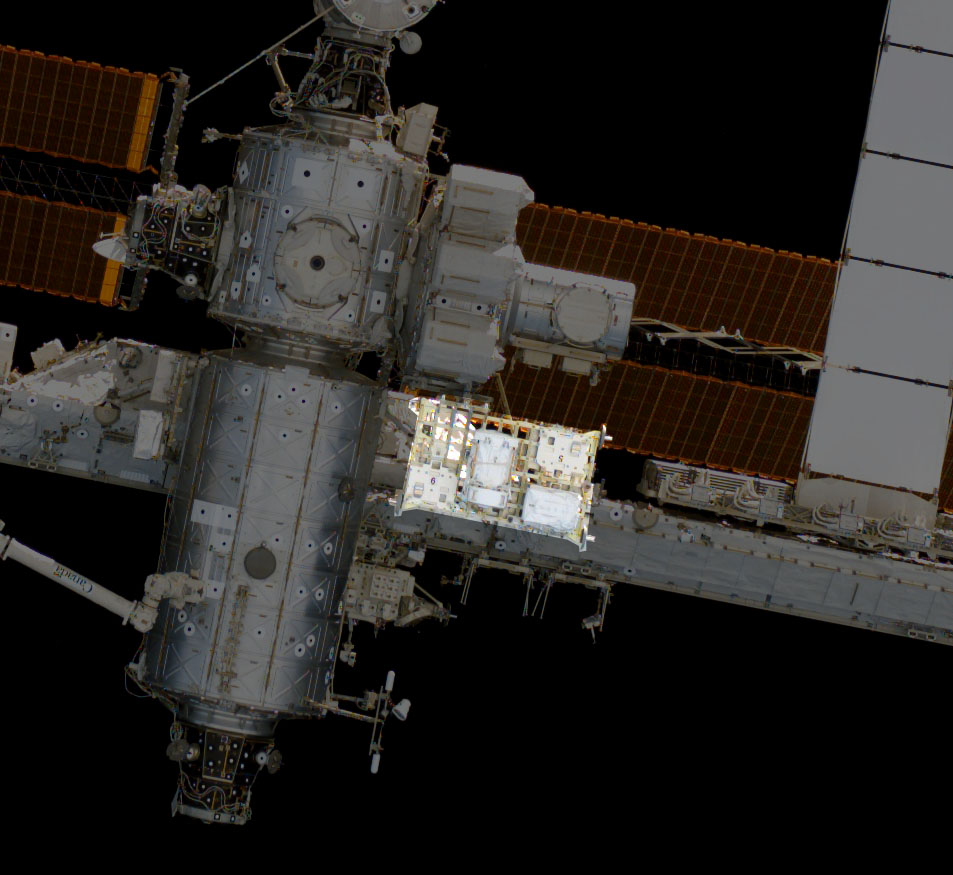
Sur cette photo l'ESP-2 est visible (carré blanc) sous le module Sas Quest.

ESP-2 a été mise en place en 2005 par la navette spatiale durant la mission STS-114. Elle est d'une taille nettement supérieure à l'ESP-1 avec 8 points d'attache. Elle est alimentée en énergie électrique, comme l'ESP-1, par le module Unity mais est par contre attachée au module Quest.
En février 2009 les pièces de rechange suivantes étaient installées :
1. Raccord de tuyau flex
2. Main Bus Switching Unit
3. Utility Transfer Assembly
4. Régulateur électrique (BCDU)
5. Pompe (PMA)
6. SPACEHAB/Oceaneering Space Systems - Extended Deployable
7. Main Bus Switching Unit
8. Transformateur électrique (DCSU)
9. Transformateur électrique (DCSU)
10. Joint pour le bras Canadarm2

## ESP-3

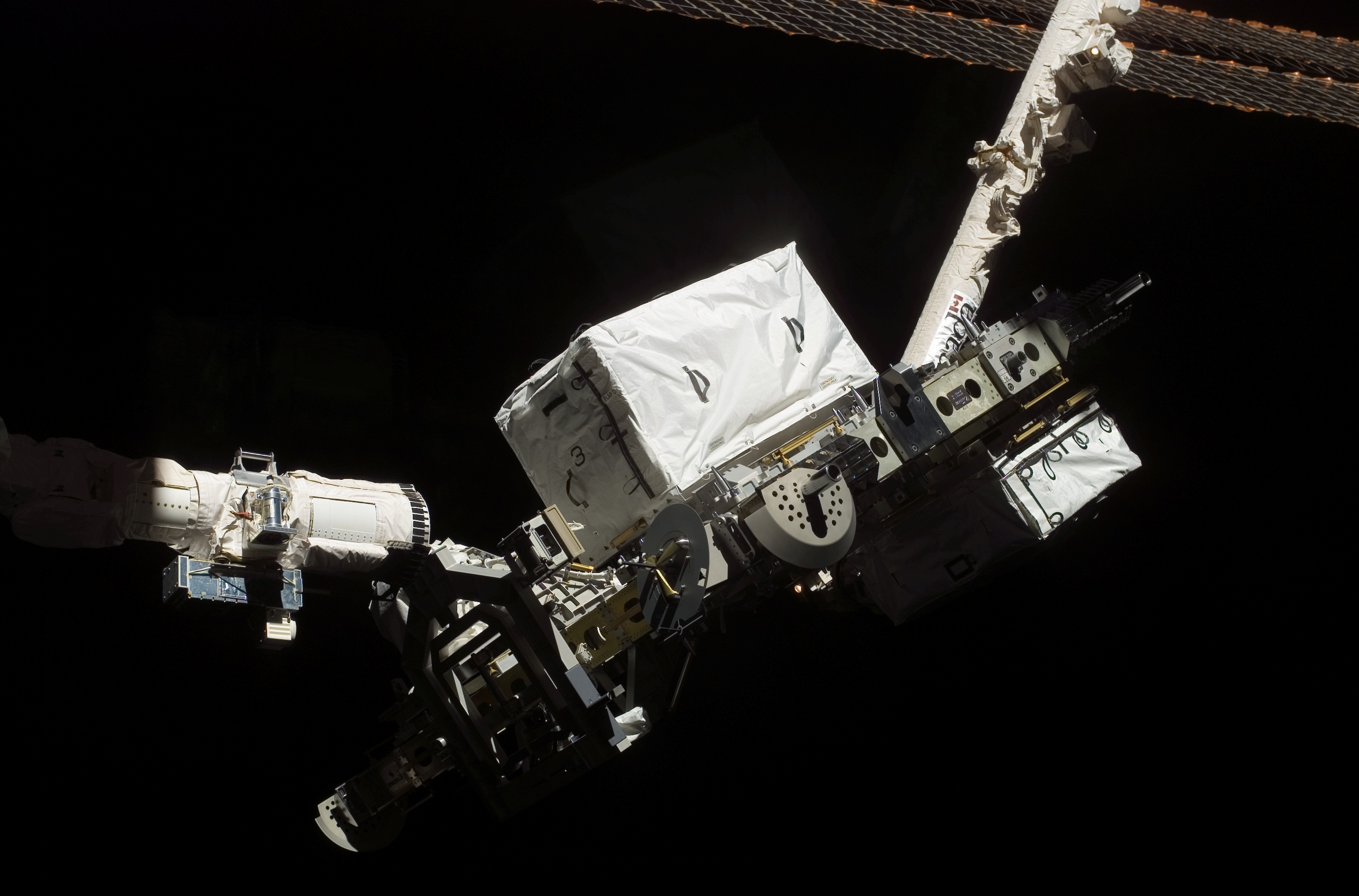
L'ESP-3 en cours de mise en place par le bras Canadarm2.

L'ESP-3 a été mis en place le 14 août 2007 au cours de la mission STS-118 de la navette spatiale. Elle comporte comme l'ESP-2 8 points d'attache. Elle est installée sur le segment P3 de la poutre de la station spatiale3.
En juillet 2007 les pièces de rechange suivantes étaient installées sur l'ESP-3:
1. Régulateur de batterie (BCDU)
2. Joint (P/R‐J) du bras Canadarm2.
3. Raccord de tuyau Flex.
4. Antenne de liaison avec le sol en bande Ku (SGANT)
5. Pompe du système de régulation thermique (600 kg)
6. Chariot mobile pour le bras Canadarm2.

Par le passé y ont été également stockés un gyroscope de rechange et un réservoir d'azote.

## Source
- (en) Cet article est partiellement ou en totalité issu de l’article de Wikipédia en anglais intitulé « External Stowage Platform » (voir la liste des auteurs).